# Ладинська Вікіпедія
Ладинська Вікіпедія — вільна енциклопедія з відкритим вмістом. Започаткована у серпні 2020 року.

## Історія
Ладинська Вікіпедія розпочалася як проєкт на Wikimedia Incubator у 2005 році. Через існування багатьох діалектів ладинської мови та слабке поширення стандартного ладинського вживання знадобилося багато часу, щоб стати остаточним проєктом Вікіпедії: близько 15 років від створення проєкту та 3 роки від початку участі установ. Насправді вона досягла своїх перших 1000 статей 14 листопада 2019 року, коли вона ще була тестовою вікі в Інкубаторі Вікімедіа.

## Особливості
Статті можуть бути написані стандартною ладинською мовою (ладинська доломітанська) або на одному з п'яти різних діалектів: Gherdëina, Badiot, Fascian, Fodom, Anpezan (останні два майже не використовуються).
Через лінгвістичні причини вона тісно пов'язана з Вікіпедією ретороманської та фріульської Вікіпедії.
Вікіпедія на ладинській мові має один із найвищих показників співвідношення статей на одного носія: майже дві статті на кожного носія мови.